# Mbuti mitológia
A Mbuti (Bambuti) mitológia az afrikai Mbuti (más néven Bambuti) pigmeus nép mitológiája.
A bambuti panteon legfontosabb istene Konvoum (más néven Konuum, Kmvoum, vagy Csorum - angolosan Khonvoum illetve Chorum), a vadászat istene, aki két kígyóból készült íjat visel, amelyek együttesen szivárványként jelennek meg az ember számára. Minden nap napnyugta után Konvoum összegyűjti a csillagok darabkáit, és a Napba dobja őket, hogy megújítsa őket a másnap. Időnként Gor (egy mennydörgésisten, aki elefánt képében szokott megjelenni) vagy egy kaméleon képében (hasonlóan a joruba vallásban Orish-nla isteni hírnökhöz) segítségével lép kapcsolatba a halandókkal. Konvoum agyagból teremtette az emberiséget. A fekete emberek fekete agyagból, a fehér emberek fehér agyagból, maguk a pigmeusok pedig vörös agyagból jöttek létre. A vadászoknak szükséges állatokat is ő teremtette (poligenizmus).
Arebati egy holdistenség és égi atya. Egyes források szerint Konvoum helyett valójában ő teremtette az emberiséget agyagból.
Tore az erdők istene, aki a vadászok számára állatokat biztosít. Ő a mennydörgés istene is, aki vihar formájában jelenik meg, és a szivárványban rejtőzik el. Tore a különböző szertartásokon leggyakrabban leopárdként jelenik meg. Az első pigmeusok tüzet loptak Tore-tól; ő üldözte, de nem tudta elkapni őket, és mire hazatért, az anyja meghalt. Büntetésül elrendelte, hogy az emberek is meghaljanak, és így ő lett a halál istene is.
Negoogunogumbar egy gyermekevő óriás. Obrigwabibikwa egy törpe, aki hatalmas hüllővé tudja változtatni magát.
A Mbutik a lelket megbe-nek nevezik. Amikor egy ember meghal, a fia az ő szájára teszi a sajátját, hogy a megbe egy részét magába szívja. Egy másik része a férfi totemállatában lakik. Ha a fiú nem szívja be a megbét, vagy a totemállatot később megölik, a megbe kiszökhet az erdőbe, ahol félig látható lénnyé, lodi-vá válik, és örökké él a hozzá hasonló lények között.

## Fordítás
- Ez a szócikk részben vagy egészben  a   Mbuti mythology című angol Wikipédia-szócikk ezen változatának fordításán alapul.  Az eredeti cikk szerkesztőit annak laptörténete sorolja fel. Ez a jelzés csupán a megfogalmazás eredetét és a szerzői jogokat jelzi, nem szolgál a cikkben szereplő információk forrásmegjelöléseként.